# Grenzrisiko
Das Grenzrisiko (englisch limiting risk) ist das größte, gerade noch vertretbare Risiko eines Risikoträgers.

## Allgemeines
Risiken sind im Alltag allgegenwärtig. Ihre Risikoträger (Privatpersonen, Unternehmen, der Staat mit seinen Untergliederungen) müssen diese Risiken zunächst im Rahmen der Risikowahrnehmung überhaupt erkennen, einer Risikoanalyse und nachfolgenden Risikobewertung unterziehen, um sie danach mit ihren Zielen (persönliche Ziele bei Privatpersonen, Unternehmensziele bei Unternehmen und Staatsziele bei Staaten) zu konfrontieren. Sind die Risiken im Hinblick auf die Ziele zu hoch, müssen die Risikoträger Risikobewältigung betreiben. Das geschieht konkret durch Risikovermeidung, Risikominderung, Risikokompensation, Risikodiversifizierung, Risikoüberwälzung oder Risikovorsorge.
Das Grenzrisiko wird durch Gesetze und Vorschriften festgelegt, z. B. durch die Angabe von Grenz- oder Richtwerten.

## Vertretbares Grenzrisiko
Sollen oder können diese Maßnahmen das vorhandene Risiko nicht völlig ausschalten, verbleibt das Grenzrisiko. Als Grenzrisiko bezeichnet man die allgemein akzeptierten Gefahren eines technischen Zustandes, Ereignisses oder Prozesses. Notwendige Risikobewältigung führt zum Grenzrisiko, darüber hinausgehende Risikobewältigung zum Restrisiko. Das Restrisiko ist also stets kleiner als das Grenzrisiko. Ist das vorhandene Risiko dagegen größer als das vertretbare Grenzrisiko, liegt eine Gefahr vor.
Da beispielsweise ein gewisses Brandrisiko in keinem Gebäude auszuschließen ist, muss für jedes Bauwerk ein noch zu akzeptierendes Risiko als Grenzwert oder Grenzrisiko festgelegt werden, um damit eine Brandsicherheit für ein Gebäude in dessen spezieller Nutzung festlegen zu können. Eine genügende Brandsicherheit liegt demnach stets dann vor, wenn das vorhandene Risiko das noch zu akzeptierende Grenzrisiko nicht übersteigt.

## Wirtschaftliche Aspekte
Akzeptiert wird ein Risiko dann, wenn die Kombination aus Eintrittswahrscheinlichkeit und Schwere des Schadens dem Risikoträger erträglich erscheint. Ergibt sich aus der Risikobewertung, dass das verbleibende Restrisiko größer ist als das größte vertretbare Grenzrisiko, muss eine weitere Risikominderung vorgenommen werden. Technische Sicherheit liegt nach DIN 31004 (1982-11, Teil 1) erst vor, wenn das Risiko kleiner als das größte noch vertretbare anlagenspezifische Risiko eines Vorgangs oder Zustands (Grenzrisiko) ist. Ist das vorhandene Risiko {\displaystyle R_{e}} größer als das Grenzrisiko {\displaystyle R_{G}}, liegt eine Gefahr {\displaystyle G} vor:
{\displaystyle G=R_{e}>R_{G}},
Sicherheit {\displaystyle S} ist entsprechend vorhanden, wenn
{\displaystyle S=R_{e}<R_{G}}.
Die Sicherheit beginnt technisch und wirtschaftlich erst unterhalb des Grenzrisikos und ist am höchsten, wenn gar kein Risiko mehr vorhanden ist.
Das verbleibende Grenzrisiko muss für den Risikoträger vertretbar und tragbar sein, die Risikotragfähigkeit darf nicht beeinträchtigt werden. Die Vertretbarkeit von Risiken hängt von der Risikoeinstellung des Risikoträgers ab. Während der Risikofreudige höhere Grenzrisiken in Kauf zu nehmen bereit ist, neigt der Risikoscheue zu geringeren Grenzrisiken.

## Abgrenzung
Ein Risiko, das nicht  mehr durch technische Maßnahmen ausgeschlossen werden kann, wird als Restrisiko bezeichnet.